# Maura de Senna Pereira
Maura de Senna Pereira (Florianópolis, 10 de março de 1904 — Rio de Janeiro, 21 de janeiro de 1992) foi uma professora, jornalista, cronista e poeta brasileira.

## Carreira
Após o falecimento de seu pai, José de Senna Pereira, assumiu responsabilidade pelo família e engajou-se na luta pelos direitos das mulheres. Escreveu para diversos jornais, tendo destaque pela coluna "Nós e o mundo". Na prosa, abordou temas como o direito ao voto e ao divórcio.
Fundou a cadeira 38 na Academia Catarinense de Letras, da qual é patrono Roberto Trompowski.
Sua obra está disponível no Portal Catarina.

## Obras
- "Cântaro de Ternura" (1931) [2]
- Círculo Sexto (1959)
- Busco a palavra [3]
- Nós e o mundo (1976)
- A Dríade e os Dardos (1978)
- Espoema (1980)
- Cantiga de amiga (1981)
- Verbo solto (1982)
- Poesias reunidas e outros textos [4]

## Representação na cultura
- Patrona da cadeira 14 da Academia Catarinense de Letras e Arte, fundada por Heralda Victor [1]
- Cede o nome à Escola de Ensino Básico Professora Maura Senna Pereira, em Pinheiro Preto, Santa Catarina [5]